# Артонида
Артонида (др.-греч. Ἄρτωνις, IV век до н. э.) — супруга диадоха Эвмена.

## Биография
Отцом Артониды был приходившийся внуком персидскому царю Артаксерксу II сатрап Фригии Артабаз, а матерью — гречанка родом с Родоса, сестра Ментора и Мемнона.
После поражения восставших против Артаксеркса III сатрапов Артабаз в 352 году до н. э. вместе со своими близкими нашёл убежище в Македонии у Филиппа II. Впоследствии, в 342 году до н. э., Артонида смогла с семьёй вернуться в Персию, так как её отец, благодаря заступничеству Ментора, вошедшего теперь в силу при Артаксерксе, получил прощение от Артаксеркса. Таким образом, свое детство Артонида провела при македонском царском дворе, где, вероятно, получила «греческое воспитание». Возможно, что Артонида здесь и познакомилась с Александром Македонским и его товарищами.
По всей видимости, Артонида вместе со своими сестрами Барсиной и Артакамой попала в Дамаске в плен к македонянам после поражения персов в битве при Иссе в 333 году до н. э. В 324 году до н. э. во время организованной по воле Александра свадьбы в Сузах Артонида стала женой его доверенного секретаря Эвмена из Кардии.
Согласно сообщению Плутарха, по распоряжению Антигона после смерти Эвмена его прах был передан «жене и детям». По предположению Шифмана И. Ш., речь здесь идёт именно об Артониде, прожившей с Эвменом в «счастливом браке».
О дальнейшей судьбе Артониды исторические источники не сообщают.